# Scuola specializzati delle trasmissioni
La Scuola specializzati delle trasmissioni è stato un istituto di formazione dell'Arma delle trasmissioni dell'Esercito italiano attiva dal 1948 al 1991 nella sede di San Giorgio a Cremano, alla periferia sud di Napoli.

## Storia
L'istituto è nato nel luglio 1948, quando alcuni ufficiali e sottufficiali della Scuola genio collegamenti della Cecchignola ebbero l'incarico di attivare un analogo centro di addestramento a San Giorgio a Cremano, alla periferia sud di Napoli, nella nuovissima caserma Antonio Cavalleri, che assunse la denominazione di "Scuola specializzati delle trasmissioni" dalla quale nel corso degli anni sono usciti generazioni di militari specializzati: Radiomontatori, Marconisti, Telescriventisti, Radiofonisti, Centralinisti.
I militari di leva raggiungevano Sen Giorgio a Cremano dopo il CAR, mentre i graduati venivano immessi direttamente alla Scuole prima di raggiungere il battaglione.
La Scuola Specializzati delle trasmissioni è rimasta attiva fino al 3 maggio 1991 quando, per una delle riforme dell’Esercito Italiano, l'istituto di formazione venne sciolto e la caserma assegnata al 45º Reggimento trasmissioni. Successivamente la caserma di San Giorgio a Cremano dal 1998 sarebbe diventata la sede del 2º Comando delle forze di difesa e, dal 2002, della Divisione "Acqui".